# Philodendron glaziovii
Philodendron glaziovii är en kallaväxtart som beskrevs av Joseph Dalton Hooker. Philodendron glaziovii ingår i släktet Philodendron och familjen kallaväxter. Inga underarter finns listade.